# Reciário

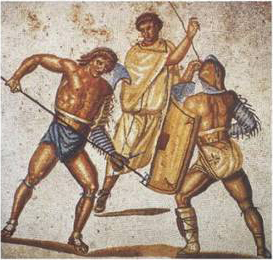
Um reciário atinge um secutor com o seu tridente, neste mosaico da vila de Nennig, c.

Reciário ou retiário (em latim: retiarius; plural: retiarii) era um tipo de gladiador do Império Romano que lutava equipado como um pescador: uma rede ou tarrafa (rete - origem do nome), um tridente (fuscina ou tridens) e um punhal de lâmina curta (púgio). O reciário usava uma armadura só num dos braços (manica: manga), e uma protecção no ombro (galero). O seu vestuário limitava-se a um tipo de tanga (subligar) preso por um cinto largo ou por uma pequena túnica com pouco acolchoamento; não usava protecção nos pés nem na cabeça.
Era habitual o reciário lutar com um secutor fortemente armado. Dado estar em desvantagem em termos de protecções, o reciário utilizava a sua agilidade e rapidez de movimentos para evitar os ataques do seu agressor, esperando pela melhor oportunidade para contra-atacar. Tentava, em primeiro lugar, atirar a rede sobre o seu rival. Se tivesse sucesso, atacava de seguida com o seu tridente, enquanto o rival se debatia com a rede. Outra táctica era apanhar a arma do seu oponente com a rede, atirando-a para fora do seu alcance, ficando aquele em desvantagem. 
Se falhasse, ou se o secutor o agarrasse, o reciário largava a sua rede, embora tentasse recuperá-la de novo para um segundo ataque. O reciário ficava dependente do seu tridente e do seu punhal para terminar o combate. O tridente, da altura de um homem, permitia ao gladiador atacar rapidamente, mantendo a distância. Era uma arma muito poderosa, que podia infligir ferimentos graves no crânio ou nos membros desprotegidos. O punhal era a última arma a ser utilizada, caso ficasse sem o tridente; ficava reservada para combate corpo-a-corpo. Em alguns combates, um reciário podia ter de lutar com dois secutores em simultâneo. Nestas situações, o gladiador, com pouca armadura, era colocado numa plataforma elevada, e davam-lhe um abastecimento de pedras para manter os agressores afastados.
A primeira presença dos reciários numa arena data do século I, tornando-se uma presença habitual nos dois séculos seguintes. A não utilização de armadura e as tácticas evasivas utilizadas por estes gladiadores, levava a que fossem vistos como a categoria mais baixa daqueles, chegando mesmo a serem considerados como efeminados. Algumas passagens de obras de Juvenal, Séneca, e Suetónio, sugerem mesmo que aqueles que lutavam com uma túnica (retiarii tunicati) eram ainda mais desprezados, sendo considerados como palhaços e não como verdadeiros lutadores. Ainda assim, as pinturas, gravuras e a arte romana em geral, mostravam reciários como bravos combatentes e amantes.

## História

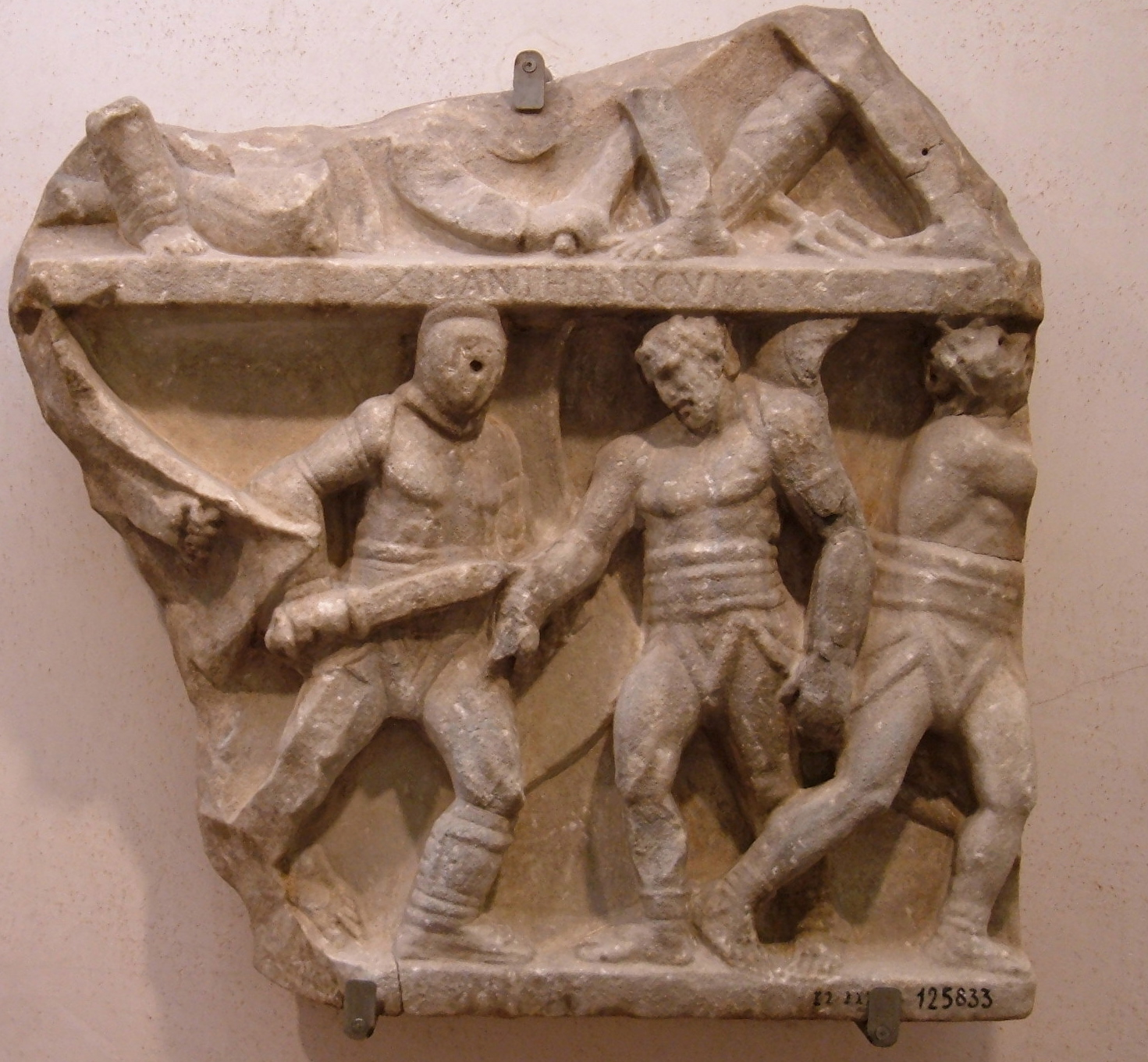
Relevo mostrando um combate entre um secutor e um reciário

Os gladiadores romanos eram agrupados por categorias baseadas no mundo real. A maior parte das categorias tinha por base a organização militar; o reciário (lutador-de-rede ou homem-rede) era, no entanto, uma excepção, pois fazia referência ao mar. Poucas foram as lutas de gladiadores realizadas na água, o que pode ter levado ao aparecimento de um gladiador baseado num pescador. As lutas entre diferentes tipos de gladiadores tornaram-se populares no período do Império Romano; os combates entre o reciário e o secutor tornaram-se a luta entre um pescador e um peixe estilizado. No início, o gladiador mirmilão tinha um peixe no seu capacete; e os secutores uma armadura com escamas. No entanto, devido às grandes diferenças nas armaduras e nos braços entre os dois, levaram as lutas a novos extremos. A arte e a literatura romanas não mencionam os reciários senão no início do período Imperial; por exemplo, não há qualquer gravura, ou pintura, datada do século d.C., nas ruínas de Chieti e Pompeia. Mesmo assim, alguns desenhos e objectos encontrados em Pompeia indiciam a existência desta classe. Os combates entre reciários e secutores tornaram-se populares no início do I d.C.; os "lutadores-de-rede" tornaram-se numa das categorias principais nos séculos II e III d.C., mantendo-se uma das atracções das lutas entre gladiadores até ao fim daquelas. Para além do simbolismo inerente em conflitos do tipo "homem contra a natureza", os reciários eram vistos como o lado feminino, ou o oposto, dos fortemente armados secutores. O reciário era visto como "a água do fogo do secutor", um sempre a mover-se e a escapar, e o outro determinado a não fugir. Um outro tipo de gladiador, o laqueário (laquearius), "o homem do laço", era semelhante ao reciário mas, em vez de uma rede, lutava com uma corda que tinha um nó em laço.
Quanto menos armadura usada e, consequentemente, mais exposição do corpo, mais baixo o status de gladiador e maior o grau de feminilidade. Da mesma forma, a própria rede podia ter sido considerada como um símbolo feminino. Em resumo, a pouca potência das suas armas e a falta de uma armadura completa, classificava o reciário como o mais baixo, mais desprezado e mais feminino de todos os gladiadores. Os elmos permitiam a ambos os gladiadores, e aos espectadores, ignorar o lado humano dos lutadores; quando um deles tinha que matar o outro, alguém com tinha vivido e treinado todos os dias, o elmo impunha uma separação. No entanto, o reciário estava isento de usar o elmo; o seu rosto era visível a todos. O imperador Cláudio mandava executar todos aqueles que perdiam o combate por forma a que os espectadores pudessem regozijar com o seu sofrimento.
O estilo de combate do reciário era outro ponto fraco, pois fugir e esquivar-se do adversário era visto como fraqueza comparado com o combate directo e troca de golpes. Os reciários viviam nas piores condições. Alguns deles treinavam para ascender à classe dos samnitas.

Existem indícios que os reciários que usavam túnicas, os retiarii tunicati, formavam uma sub-classe ainda mais desprezada. O escritor satírico Juvenal escreveu:
| “ | Pois é, até os aposentos do lanista [treinador] estão melhor organizados que os vossos, pois eles separam os bons dos maus, e retiram dos seus companheiros reciários, as vestes dos mal-afamados; na escola, e mesmo na prisão, estas criaturas são um grupo à parte... | ” |

Esta passagem sugere que os reciários "de túnica" eram treinados com um objectivo diferente, "em servidão, sob disciplina rígida e sob certas restrições". Alguns homens efeminados mencionados por Séneca no seu Naturales quaestiones, eram treinados como gladiadores e poderão corresponder aos reciários "de túnica" citados por Juvenal. Suetónio refere na sua anedota: "Uma vez, um grupo de cinco reciários em túnica, combateram contra o mesmo número de secutores, sendo derrotados sem qualquer luta; mas, quando a sua execução foi anunciada, um deles pegou no seu tridente e matou todos os vencedores." A reacção do Imperador Calígula mostrou o desgosto que tinha em relação aos gladiadores: "Calígula lamentou isto através de uma proclamação pública, mencionando que considerava um homicídio mais cruel, e expressou seu horror em relação àqueles que tiveram a coragem de testemunhá-lo." O destino dos reciários não é revelado. Provavelmente, aquela não terá sido um competição habitual, pois os verdadeiros gladiadores não se rendem assim tão facilmente. Em vez disso, os reciários "de túnica" poderão ter actuado de forma humorística nesse combate.

A segunda sátira de Juvenal, onde ele critica a imoralidade da sociedade romana, introduz um elemento da família dos Gracos que é descrita como "uma homossexual casada com um tocador de trompa". Mais tarde, Gracos aparece na arena:
| “ | Grande é o presságio quando Graco, vestido com uma túnica, desempenhou o papel de gladiador, e fugiu, de tridente na mão, pela arena - Graco, um homem nobre de nascimento, mais nobre do que os Capitolinos ou os Marcelos ou os descendentes de Cátulo ou Paulo ou dos Fábios: mais nobre do que todos os espectadores no pódio, não exceptuando aquele que deu espectáculo no qual a rede foi lançada. | ” |
|   | — Juvenal. |   |

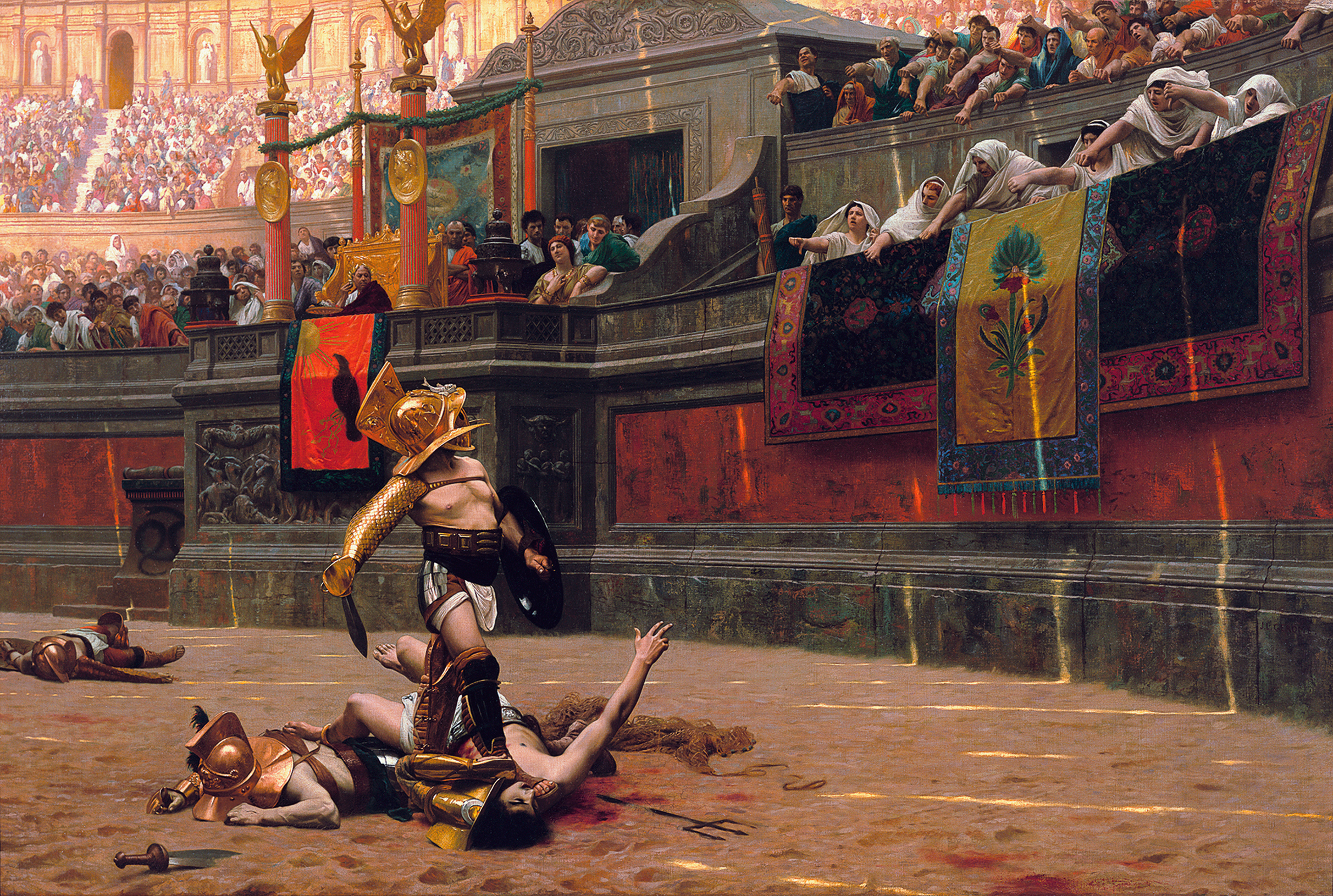
Um mirmilão vitorioso contra um reciário em Pollice verso (pintura de Jean-Léon Gérôme, 1872).

Gracos aparece novamente na sátira oito, como o pior exemplo dos nobres romanos que fizeram má imagem de si próprios, aparecendo em espectáculos públicos e divertimentos populares:
| “ | Para coroar tudo isto [escândalo], o que resta senão o anfiteatro? E esta desgraça de cidade que também possuis - Gracos a não combater, e equipado como um mirmilão com escudo ou cimitarra (pois ele odeia este tipo de equipamento). Nem esconde a sua face debaixo de um elmo. Vejam! ele empunha um tridente. Quando ele lança, sem sucesso, as redes suspensas da sua firme mão direita, ele audaciosamente ergue a sua face descoberta para os espectadores, e, facilmente reconhecível, corre por toda a arena. Não nos podemos equivocar em relação à túnica, pois a fita de ouro chega ao pescoço, e esvoaça ao vento do alto do seu elmo. Assim, a vergonha, a qual o secutor se tem de se submeter, ao ser forçado a lutar com Gracos, era pior do que qualquer ferimento. | ” |
|   | — Juvenal, Sátira VIII, 90.. |   |

A passagem é obscura, mas Cerutti e Richardson argumentam que Gracos inicia a luta como um reciário com tanga. Quando o resultado da luta começa a ser-lhe desfavorável, veste uma túnica e uma peruca de mulher (spira), aparentemente do mesmo conjunto e, assim, acaba por obter um indulto, embora este traje possa não ser visto como feminino dado ser também usado pelos sacerdotes de Marte, de quem Gracos era o chefe. Esta troca de vestimenta alterava o significado de uma luta sangrenta para uma cena cómica, envergonhando o adversário. Não é habitual ver um gladiador descrito desta forma numa sátira, pois estes lutadores eram homens "musculados, brutos, sexualmente bem sucedidos com mulheres de alto e baixo estatuto social, nomeadamente com as primeiras, quase sem educação e pouco inteligentes." A descrição do "reciário de túnica" nas sátiras é precisamente o oposto: "uma imagem caricaturada de gladiador, de sexo indefinido, bem vestido, normalmente como uma mulher, lutando com um secutor ou mirmilão, numa luta de gladiadores encenada."

## Armas e armaduras

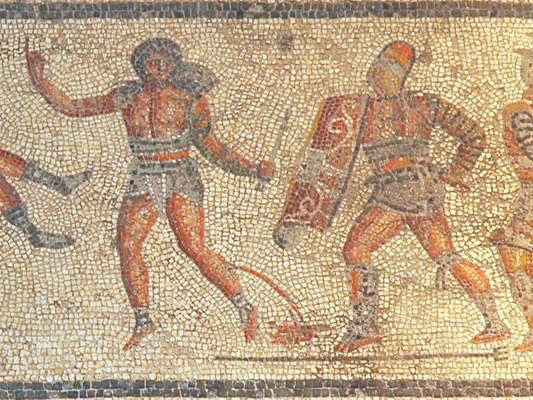
Nesta cena do mosaico de Zliten (c. 200), um reciário armado apenas com um punhal ergue o seu dedo em sinal de rendição. O seu tridente está caído junto aos pés do seu adversário, um secutor; a sua rede encontra-se desparecida.

O reciário é o tipo de gladiador mais facilmente identificável dadas as característica do seu equipamento: uma protecção de braço (manica: manga), uma protecção de ombro (galero), uma rede (rete), um tridente (fuscina ou tridens) e um punhal (púgio). (tecnicamente, não se pode afirmar que o reciário era um gladiador pois não lutava com uma espada - gládio - origem do nome gladiador, gladius). A sua armadura, e as suas armas, podiam estar decoradas. Um punhal de gladiador com decorações, encontra-se em exposição no Museu Arqueológico Nacional de Nápoles. Três protecções de ombro decoradas, foram encontradas por arqueólogos nas casernas dos gladiadores, em Pompeia: uma tem gravado uma âncora, um caranguejo e um golfinho; outra com um cupido e a cabeça de Hércules; e uma terceira com armas e a inscrição "RET/SECUND" ("reciário, segundo posto").
Embora a rede fosse a característica diferenciadora deste gladiador, poucas são as imagens deste equipamento. É provável que tenham ocorrido batalhas com a utilização de redes, no entanto, experiências actuais, e comparações com redes de pesca, são as únicas pistas para como terão sido construídas as redes. Esses dados sugerem que a rede era circular, de malha larga, com cerca de 3 m de diâmetro e pesos ao longo do bordo. Ao longo do bordo da rede, corria uma corda que estava presa à cintura do gladiador. Dado ser atirada, a rede era, por vezes, designada por jáculo (iaculum).
O reciário complementava a sua rede com um tridente de ferro ou bronze (fuscina, fascina ou, menos usual, tridens) cujo comprimento equivalia à altura de um homem. Um crânio encontrado numa sepultura em Éfeso, no que é hoje a Turquia, mostra alguns buracos que sugerem que foi atingido por um tridente. Os buracos têm cerca de 5 cm de largura e coincidem com um tridente de bronze encontrado no porto de Éfeso, em 1989. Os dentes do tridente têm cerca de 21,6 cm de comprimento.
Um punhal (púgio), era a última arma do gladiador. Um túmulo encontrado na Roménia mostra um reciário a empunhar um punhal com quatro pontas (designado por quadrente, quadrens) em vez do habitual punhal de gume simples. Pensou-se, no início, que esta imagem seria apenas fruto da criatividade do artista que a elaborou ou uma arma cerimonial, mas escavações mais recentes descobriram um osso de um fémur, num túmulo de um gladiador em Éfeso, com feridas consistentes com um ferimento provocado por um quadrente.
O reciário usava pouca armadura; ao invés de outros gladiadores, não usava elmo, greva ou escudo. Usava uma protecção (manica) no braço esquerdo, em vez de no braço direito, como os outros lutadores, o que lhe permitia um ataque mais ligeiro com a rede. Preso na parte de cima da manica tinha outra protecção feita de bronze ou couro, designada por galero. Esta protecção adicional tinha cerca de 12 cm, por cima do ombro e virada para o exterior, permitindo movimentos livres da cabeça do gladiador. Este equipamento protegia a zona superior do braço, cabeça e face, quando o reciário expunha o seu lado esquerdo ao adversário. A armadura estava concebida por forma a que o reciário pudesse baixar a sua cabeça por trás dela, e era dobrada de maneira a defender qualquer golpe de cima para baixo, e não de baixo para a zona dos olhos. Três destes equipamentos protectores foram encontrados em Pompeia, com cerca de 30 a 35 cm de comprimento e o mesmo em profundidade; o seu peso era de cerca de 1,1 kg.
No final do Império Bizantino, alguns reciários usavam uma manica de cota de malha em vez da galero. Esta nova veste cobria a parte de cima do tronco e o braço. Os diferentes tipos de equipamentos mantiveram-se os mesmos durante o Império Romano do Ocidente.
Para além de todos estes equipamentos, o reciário vestia apenas um género de tanga (subligar) preso por um cinto ou, em substituição, uma túnica que deixava o ombro direito a descoberto, minimizando, assim, alguma protecção adicional. Algumas pinturas, e outros trabalhos artísticos, mostram ligaduras nas pernas, nos tornozelos e na cabeça. No total, o equipamento podia pesar de 7 a 8 kg, tornando-o o mais leve dos gladiadores. Como todos os outros lutadores, os reciários combatiam descalços.

## Estilo de combate

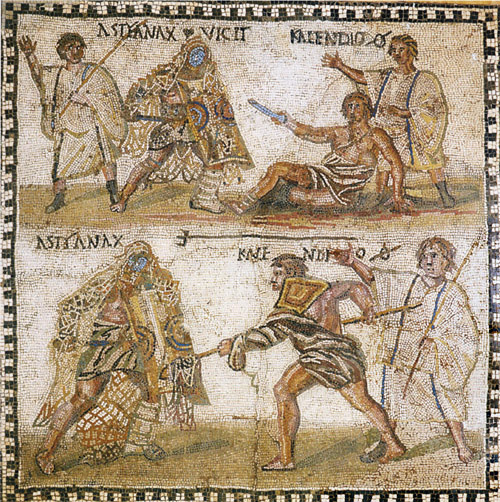
Na cena inferior do mosaico, exposto no Museu Arqueológico de Espanha, em Madrid, o reciário Calêndio captura o secutor Astianax na sua rede. Contudo, na imagem superior, Calêndio encontra-se caído no chão, erguendo o seu punhal em sinal de rendição.

Habitualmente, o reciário era colocado frente-a-frente contra um secutor, e raras vezes contra um mirmilão. Apesar da disparidade entre um lutador de rede quase nu e um adversário altamente armado e couraçado, recentes experiências e encenações demonstram que o reciário estava bem preparado para o combate. A falta de equipamento pesado significava que ele podia tirar proveito da sua capacidade de fuga e velocidade. Por outro lado, o reciário lutava com três armas, ao invés do seu oponente, com apenas uma.
O reciário tinha que evitar o combate de proximidade a todo o custo, mantendo a distância e esperando a oportunidade certa para desferir um golpe com o seu tridente ou lançar a rede. O nome secutor significa "perseguidor" ou "caçador", pois este gladiador tinha que estar em constante perseguição do reciário. Eram também conhecidos por contrareciários (contraretiarii; "aqueles contra o homem-da-rede"). A estratégia do secutor era manter-se atrás do seu escudo (escuto) e forçar o seu adversário a um combate próximo por forma a poder atacá-lo com a sua espada. Nesta situação, o reciário tinha apenas a sua protecção do ombro, galero, como defesa; a sua forma forçava-o a manter a cabeça inclinada para baixo atrás dela. Por seu lado, o elmo do secutor limitava-lhe a sua visão, audição, e respiração. No caso do mirmilão, uma variante do secutor, equipado com pesadas armas e armaduras, cujo peso variava entre 15 a 18 kg, este corria sério perigo de cansaço, ou exaustão, num combate longo. Uma das tácticas do reciário era atacar constantemente o escudo (a parte mais pesada do equipamento) do secutor, forçando-o a deixa-lo cair. De maneira geral, quem fazia os prognósticos dos combates dava vantagem aos reciários, embora, em combates individuais, a sua experiência e capacidades pudessem afectar o resultado.
Em mãos experientes, a rede era uma arma bastante útil. O primeiro objectivo do reciário era capturar o seu adversário com ela. Um jarro encontrado em Rheinzabern mostra a técnica do lançamento da rede: o reciário carrega a rede, dobrada, na sua mão direita, e lança-a de surpresa. O tridente e o punhal são empunhadas com a mão esquerda, cuidadosamente, por forma a que os dentes do tridente fiquem virados para baixo e assim evitar que fiquem presos na rede. Se o ataque com a rede falhasse, o reciário usava a corda que tinha presa ao pulso para recolher a sua rede. Se o lançamento da rede fosse bem sucedido, o reciário apertava a corda à volta do adversário tentando derrubá-lo. Nestes casos, o reciário podia ganhar o combate de imediato. No entanto, podia não ser sempre assim, tal como mostra um mosaico no Museu Arqueológico de Espanha, em Madrid: no primeiro painel, o reciário Calêndio captura o seu oponente, um secutor de nome Astyanax, na sua rede. Noutra imagem, porém, Calêndio encontra-se tombado, ferido, levantando o seu punhal em sinal de rendição. A inscrição em cima de Calêndio mostra o sinal de "nulo", implicando que os organizadores do combate ordenaram a sua morte.
A rede podia envolver a arma do secutor, desarmando-o, e colocando-o numa situação de desvantagem. Outra das tácticas dos reciários consistia em lançar a rede aos olhos do adversário, cegando-o, e às pernas para o fazer cair. O elmo do secutor era redondo e liso por forma a que a rede não ficasse presa. Em muitos casos, o secutor sabia antever as tácticas utilizadas pelo oponente e tentava manter as suas armas, desequilibrando o reciário ao arrancar a rede das suas mãos. Nestes casos, o reciário podia cortar a corda que ligava à sua rede com o seu punhal. O secutor conseguia, assim, desarmar o reciário da sua principal arma. Não se sabe ao certo se o reciário usava sempre a rede. As imagens existentes raramente mostram os reciários com a rede, embora a categoria de gladiadores seja designada por esta, e Juvenal utilizasse este equipamento para rapidamente identificar o reciário nas suas sátiras. Esta discrepância pode ser um caso de licença poética; outros tipos de gladiadores são diversas vezes mostrados sem as suas armas, mas pode ser assumido que as tivessem a utilizar devido à sua postura, e uma rede é uma arma difícil de retratar. A falta das redes nas imagens com reciários, pode indicar que eles já as perderam no combate. Uma outra possibilidade é a de que alguns reciários não usassem redes.

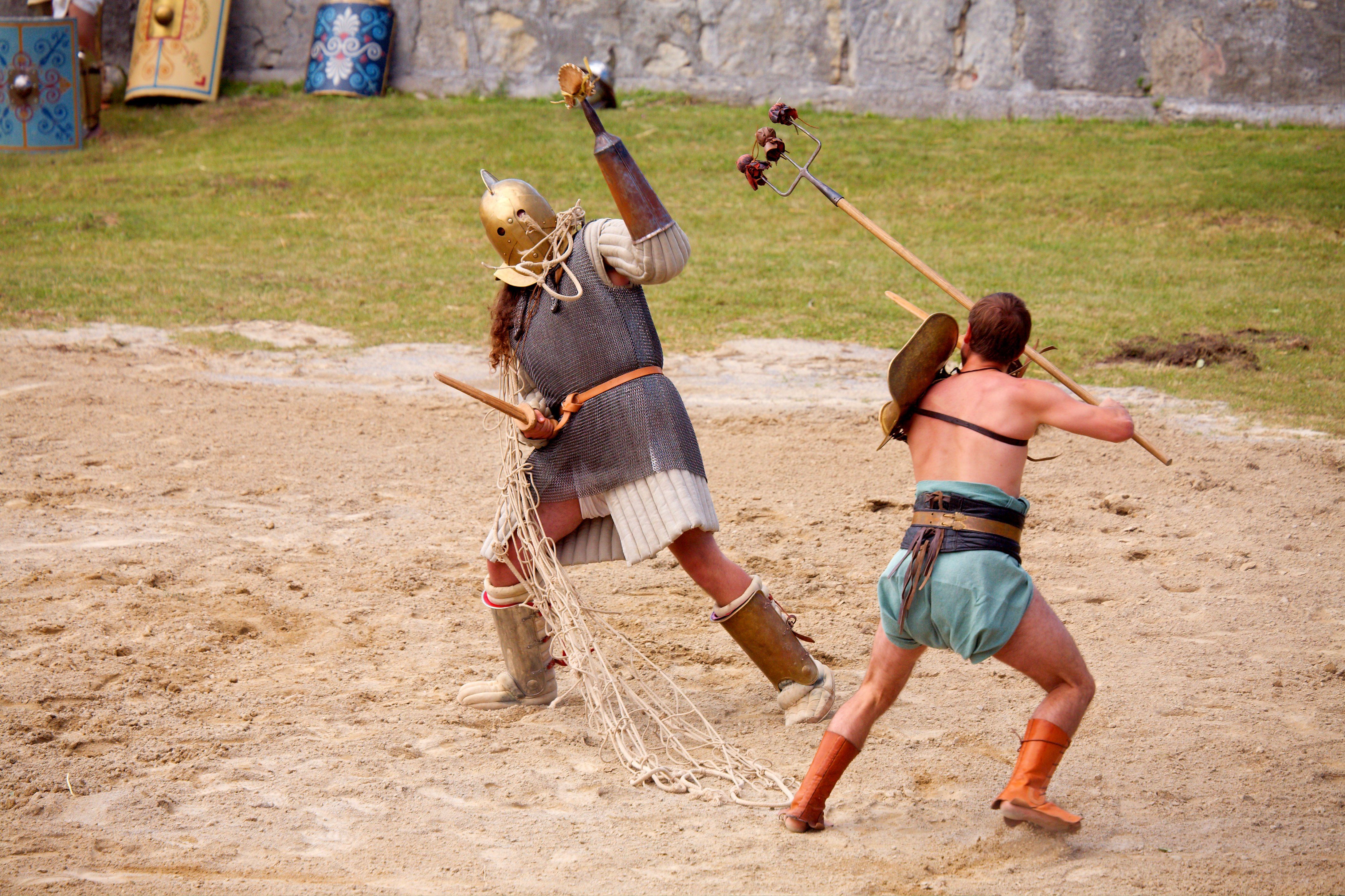
Nesta simulação de luta de gladiadores em Carnunto, Áustria, o secutor (à esquerda) usa uma protecção de braços de forma cónica para evitar ser apanhado pela rede do reciário (à direita).

Em alguns combates, o reciário tinha que lutar apenas com o seu tridente e punhal, o que o colocava em desvantagem. O tridente passava a ser a sua arma principal, e o seu comprimento permitia ao reciário manter o seu adversário afastado.  O reciário segurava o tridente com as duas mãos, próximo dos dentes, de maneira a desviar os ataques do inimigo com o eixo, atacando com ambas as extremidades. Empunhado com ambas as mãos, o tridente podia desferir fortes golpes no adversário. Algumas imagens mostram reciários a golpear as pernas desprotegidas dos secutores ou a atacar os elmos numa tentativa de penetrar pelos orifícios dos olhos. O tridente não era muito eficiente a furar metal, embora pudesse ser fatal num crânio, tal como num encontrado em Éfeso, Turquia, datado de 200-300 d.C. O elmo do secutor era liso e redondo para evitar ser apanhado pela rede ou pelos dentes do tridente, mas os ataques sofridos obrigavam-no a baixar-se ou a proteger-se por detrás do escudo. Estes ataques reduziam o campo de visão do secutor dando vantagem ao reciário e à sua velocidade.. Se o secutor atacasse com a sua espada, o reciário defendia-se com os dentes do tridente tentando desarmá-lo. Da mesma forma, um gladiador fortemente armado e protegido com armadura tentava travar os ataques do tridente, forçando o reciário a ficar sem ele. Imagens do Império Romano Bizantino mostram secutores a usar uma protecção de braços de forma tubular em lugar de um escudo. A protecção, na mão esquerda, terminava num gancho cuja ponta era semelhante a uma lâmina, e cujo objectivo seria desviar a rede e o tridente, ou agarrar e puxar a rede. Os secutores que conseguiam tirar a rede aos reciários, deitavam fora o gancho e passavam a lutar apenas com a espada.

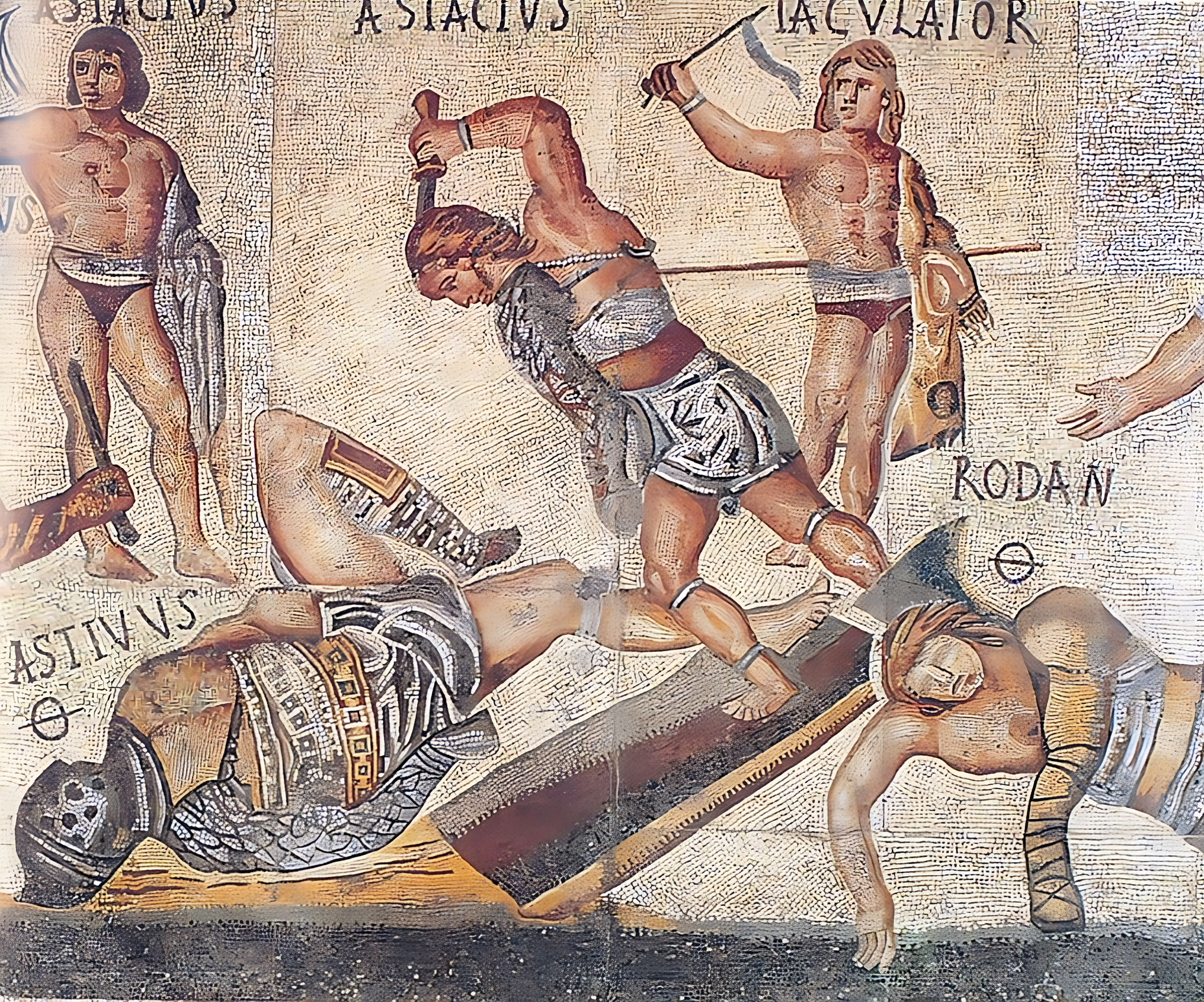
Epilogo do combate entre o reciário Astácio, que empunha o seu punhal, e o seu adversário, o gladiador Astivus, que jaz por terra, moribundo (Mosaico do Gladiador, Galleria Borghese em Roma)

O reciário empunhava o seu punhal na mão esquerda. Este gladiador podia usar o punhal para se separar da rede caso ficasse preso no tridente. Ele podia lutar com o tridente numa mão e o punhal na outra, no entanto, esta situação anulava a vantagem da distância permitida pela arma mais longa quando empunhada sozinha. O punhal também servia de arma de apoio caso perdesse tanto a rede como o tridente. O reciário atacava com o punhal quando podia surpreender o adversário e combater com ele no chão. Os combates podiam evoluir para uma luta corpo-a-corpo nestas situações. Caso o reciário ganhasse, era-lhe ordenado que matasse o seu rival, o que ele fazia com o seu punhal, espetando-o no tronco ou cortando-lhe a garganta. Há indícios de que os reciários podiam ser gladiadores com sucesso; numa pedra tumular da Gália, pode ler-se: "[Para o] reciário, L. Pompeu, vencedor de nove coroas, nascido em Viena, vinte e cinco anos de idade. A sua esposa erigiu esta pedra com o seu próprio dinheiro dado ser uma esposa maravilhosa." Ainda assim, os gladiadores eram propensos a vangloriar-se: uma pintura numa parede em Pompeia, mostra Antígono, um reciário, que reclama para si cerca de 2.112 vitórias contra um adversário de nome Superbo, que ganhou apenas um combate.
Em algumas lutas de gladiadores, um reciário podia lutar contra dois secutores em simultâneo. Ficava em cima de uma ponte, ou de uma estrutura elevada com escadas, com uma grande quantidade de pedras, do tamanho de uma mão, para atirar contra os seus adversários e mantê-los afastados. Os secutores tentavam subir para a estrutura para o apanharem. A estrutura (designada por pons, "ponte") poderá ter sido construída por cima de água. Este tipo de combate foi das poucas situações em que os gladiadores não lutavam individualmente.

## Representações culturais

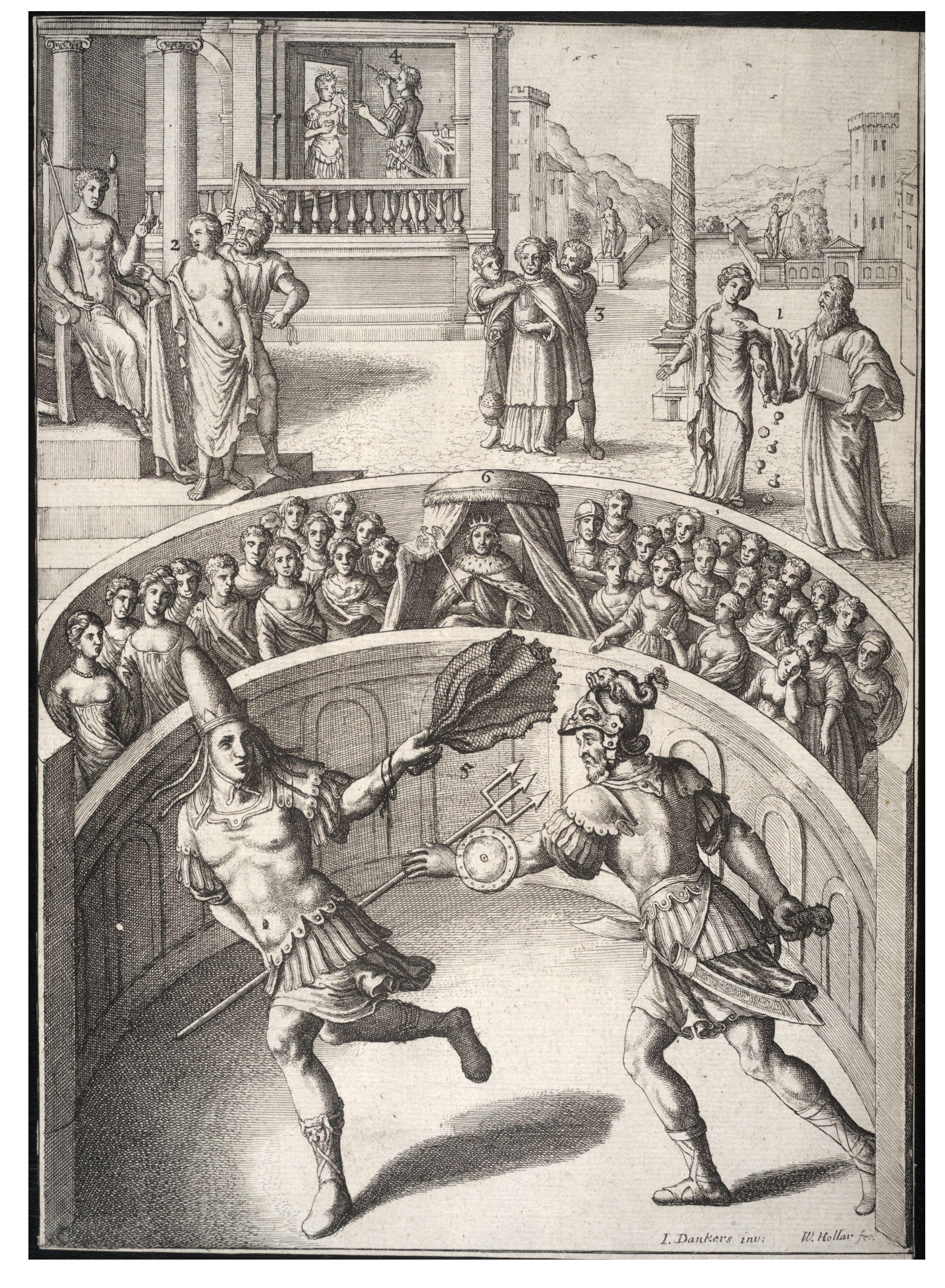
Fashionable society, pintura do século XVII de Wenceslaus Hollar, baseado nas sátiras de Juvenal, onde um reciário luta com um mirmilão

Embora de baixo estatuto, alguns reciários tornaram-se populares durante o período do Principado romano. O facto de a face dos "lutadores de rede" poder ser vista pelos espectadores, mostrava o seu lado humano e talvez tenha aumentado a sua popularidade. Em Pompeia, pinturas em paredes fazem referência a Crescente, ou Cresces, o reciário, "senhor das raparigas" e "médico das raparigas da noite, da manhã e de todas as outras". Algumas evidências sugerem que alguns homens homossexuais gostavam de gladiadores, e os reciários eram particularmente atraentes. A arte romana mostra "homens-rede" com a mesma frequência do que os outros. Um mosaico encontrado em 2007 numa casa-de-banho na Vila dos Quintilos, mostra um reciário de nome Montano. O facto de se ter registado o seu nome indica que o gladiador era famoso. O mosaico data de c. 130 d.C., quando a família Quintílio acabou de construir a casa; o imperador Cómodo, ex-secutor, comprou a casa em 182 d.C., e usou-a como uma vila de campo. Em tempos mais recentes, a cultura popular fez do reciário, provavelmente, um dos tipos de gladiadores mais famosos.

### Filmes
Os reciários também figuram em destaque nos seguintes filmes e séries:
- Demetrius and the Gladiators (1954)
- Spartacus (1960): no filme Spartacus, a figura do reciário aparece a combater um trácio. Draba (Woody Strode), o reciário, luta com Spartacus, um  trácio (Kirk Douglas), derrotando-o.[70][71]
- Gladiador (2000)

### Séries
- Spartacus: Blood and Sand (2010)
- Spartacus: Gods of the Arena (2011)

### Primária
- Auguet, Roland. Cruelty and Civilization: The Roman Games. Londres: Routledge. [1970] 1994. ISBN 0-415-10452-1.
- Baker, Alan. The Gladiator: The Secret History of Rome's Warrior Slaves. Da Capo Press. 2002. ISBN 0-306-81185-5.
- Braund, Susanna Morton. Satires of Juvenal: Book I. Cambridge University Press. ed. (1996). 1989. ISBN 0-521-35667-9.
- Cerutti, Steven M., and L. Richardson, Jr.. "The Retiarius Tunicatus of Suetonius, Juvenal, and Petronius", The American Journal of Philology, Vol. 110, Nº 4.
- Connolly, Peter, and Hazel Dodge. The Ancient Life: Life in Classical Athens and Rome. Oxford University Press. 1997. ISBN 0-19-521582-6.
- Duncan, Anne. Performance and Identity in the Ancient World. New York: Cambridge University Press. 2006. ISBN 0-521-85282-X.
- Edwards, Catherine (1997). "Unspeakable Professions: Public Performance and Prostitution in Ancient Rome", Roman Sexualities. Princeton, New Jersey: Princeton University Press. ISBN 0-691-01178-8.
- Follain, John (15 de Dezembro de 2002). "The dying game: How did the gladiators really live?", Times Online.
- Futrell, Alison. The Roman Games. Malden, Massachusetts: Blackwell Publishing. 2006. ISBN 1-4051-1568-8.
- Grant, Michael. Gladiators. Barnes & Noble Books. [1967] 1995 ISBN 1-56619-958-1.
- Jacobelli, Luciana. Gladiators at Pompeii. Rome: "L'Erma" di Bretschneider. 2003. ISBN 88-8265-249-1.
- Junkelmann, Marcus. "Familia Gladiatoris: The Heroes of the Amphitheatre", Gladiators and Caesars: The Power of Spectacle in Ancient Rome. University of California Press. 2000. ISBN 0-520-22798-0.
- Juvenal; G. G. Ramsay, trans. (1918). Juvenal and Perseus: Satires. Loeb Classical Library. Versões online de Sátira II e Sátira VI
- Juvenal; Lewis Evans, trans. (1861). "Sátira VIII", The Satires of Juvenal, Persius, Sulpicia, and Lucilius. New York City: Harper & Brothers, Publishers.
- Shadrake, Susanna. The World of the Gladiator. Tempus. 2005. ISBN 0-7524-3442-X.
- Suetônio; J. C. Rolfe, trans. (1920). De Vita Caesarum: Caius Caligula (The Lives of the Caesars: Caius Caligula), Vol. I. Cambridge, Massachusetts: Harvard University Press. Online version
- Valsecchi, Maria Cristina (7 de Maio de 2007). "Ancient Gladiator Mosaic Found in Roman Villa", National Geographic News.
- Wiedemann, Thomas. Emperors and Gladiators. Abingdon, Oxen: Routledge. [1992] 1995. ISBN 0-415-12164-7.
- Ward, Allen M.. "Gladiator in Historical Perspective", Gladiator: Film and History. Malden, Massachusetts: Blackwell Publishing. 2004. ISBN 1-4051-1042-2.
- Wisdom, Stephen. Gladiators: 100 BC–AD 200. Oxford: Osprey Publishing Ltd. 2001. ISBN 1-84176-299-7.
- Zoll, Amy. Gladiatrix: The True Story of History's Unknown Woman Warrior. Londres: Berkley Boulevard Books. 2002. ISBN 0-425-18610-5.

### Secundária
- Augenti, Domenico, Spettacoli del Colosseo nelle cronache degli antichi, L'Erma di Bretschneider, 2001. ISBN 88-8265-110-X.
- Boissier, Gaston, Pompei, Napoli, Guida Editori, 2002. ISBN 88-7188-576-7.
- Buonocore, Marco,  Epigrafia anfiteatrale dell'Occidente romano. Vol. 3: Regiones Italiae II-V. Sicilia, Sardinia et Corsica, Quasar, 1992. ISBN 88-7140-050-X.
- Caldelli, Maria Letizia ; Vismara, Cinzia, Epigrafia anfiteatrale dell'Occidente romano. Vol. 5: Alpes Maritimae, Gallia Narbonensis, Tres Galliae, Germaniae, Britannia, Quasar, 2001. ISBN 88-7140-191-3.
- Fora, Maurizio, Epigrafia anfiteatrale dell'Occidente romano. Vol. 4: Regio Italiae I. Latium, Quasar, 1996. ISBN 88-7140-090-9.
- Fora, Maurizio, I munera gladiatoria in Italia, Napoli, Jovene, 1996. ISBN 88-243-1176-8.
- Gregori, Gianluca, Epigrafia anfiteatrale dell'Occidente romano. Vol. 2: Regiones Italiae VI-XI, Quasar, 1989. ISBN 88-7140-007-0.
- Federica Guidi, Morte nell'arena: storia e leggenda dei gladiatori, Mondadori, 2006. ISBN 88-04-55132-1.
- Jacobelli, Luciana Gladiatori a Pompei, Roma, L'Erma di Bretschneider, 2003. ISBN 88-8265-215-7.
- Meijer, Fik, Un giorno al Colosseo (il mondo dei gladiatori), Laterza, 2006. ISBN 88-420-8158-2.
- Orlandi, Silvia, Epigrafia anfiteatrale dell'Occidente romano. Vol. 6: Roma. Anfiteatri e strutture annesse, Quasar, 2004. ISBN 88-7140-265-0.
- Paolucci, Fabrizio, Gladiatori - I dannati dello spettacolo, Roma, Giunti, 2006. ISBN 88-09-04039-2.
- Varone, Antonio, L'erotismo a Pompei, L'Erma di Bretschneider, 2000. ISBN 88-8265-055-3.
- Dizionario Larousse della civiltà romana, Gremese editore, 2001, ISBN 88-8440-106-2